# Opius tamara
Opius tamara är en stekelart som beskrevs av Fischer 1968. Opius tamara ingår i släktet Opius och familjen bracksteklar. Inga underarter finns listade i Catalogue of Life.